# Антоненко Кирило Олександрович
Кирило Олександрович Антоненко (нар. 14 лютого 1991) — український футболіст, нападник та півзахисник.

## Життєпис
Вихованець ДЮСШ міста Орджонікідзе. З 2007 по 2009 року захищав кольори клубу Української Прем'єр-ліги «Металург» (Запоріжжя), але виступав лише за дублюючий склад (2 матчі). У 2008 році перейшов до друголігового армянського «Титану» з яким у 2010 році здобув путівку до Першої ліги. Після цього виступав у складі «Гірника-спорту», «Динамо» (Хмельницький), аматорського «Авангарду» (Орджонікідзе), «Енергії» (Нова Каховка). У 2017 році перейшов до клубу «Юкрейн Юнайтед» з Канадської футбольної ліги.